# 船木浩行
船木 浩行（ふなき ひろゆき、1960年7月22日 - ）は、北海道室蘭市出身の俳優、男性声優、タレント、ミュージシャン。明治大学付属中野中学校・高等学校、定時制卒業。血液型はA型。本名同じ。
1973年劇団ひまわりに入団、子役から俳優活動を開始する。
1997年よりギターに専念、ギタリストとして活動を開始する。現在、コンサート活動とギター教室を主宰している。TGギター協会理事。

## 略歴
- 1960年7月22日、北海道生まれ。
- 小学校1年の時、両親と共に上京。
- 1973年、劇団ひまわりに入団。
- 中学2年生の時、音楽の授業がきっかけでフォークギターをはじめる。
- その後、タレント活動の傍ら、弾き語りの先生に師事しサンバやボサノバ、クラシックなども勉強。
- 22歳の時に銀座にて弾き語りを1年程経験。
- 23歳頃より、糸山泰弘、青木一男に師事し、本格的にクラシックギターを学ぶ。
- 埼玉新人ギターオーディション入賞。

## 主な出演作品
- 伝七捕物帳 第135話「江戸の悪太郎」（1977年、NTV）- 新太
- ウルトラマンタロウ 第48話「怪獣ひなまつり」 - 宇宙少年・ファイル星人
- フルーツケンちゃん - オケラ役
- 機動戦士ガンダムII 哀・戦士編 - マーカー
- ねらわれた学園（1981年） - 剣道部副主将・大野役

他